# جيري فوجيكاوا
جيري فوجيكاوا (بالإنجليزية: Jerry Fujikawa)‏ هو ممثل أمريكي، ولد في 18 فبراير 1912، وتوفي في 30 أبريل 1983.

## أعمال

### أفلام
- (1974) الحي الصيني

## وصلات خارجية
- جيري فوجيكاوا على موقع IMDb (الإنجليزية)
- جيري فوجيكاوا على موقع قاعدة بيانات برودواي على الإنترنت (الإنجليزية)
- جيري فوجيكاوا على موقع إن إن دي بي (الإنجليزية)
- جيري فوجيكاوا على موقع قاعدة بيانات الفيلم (الإنجليزية)